# Dominik Plechatý
Dominik Plechatý (* 18. dubna 1999 Zvole) je český profesionální fotbalista, který hraje na pozici středního obránce za český klub FC Slovan Liberec. Je také bývalým českým mládežnickým reprezentantem.

## Klubová kariéra

### Sparta Praha

#### Sezóna 2018/2019
Aby Plechatý nabral zkušenosti se seniorským fotbalem, byl pro podzimní část sezony poslán na druholigové Vlašimi. Z půl roku nastoupil do 14 utkání. V lednu 2019 Plechatého kontaktoval sportovní ředitel Sparty Tomáš Rosický, ať se dostaví na zimní soustředění s šancí, že s A-týmem už může zůstat. Trenéry v přípravě zaujal a k A-týmu se připojil. Dne 10. února 2019, v utkání 20. kola ligy proti Bohemians Praha 1905, debutoval v 1. lize, a hned v základní sestavě. Sparťanské fanoušky zaujal jeho výkon a ti ho jmenovali hráčem utkání. V základní sestavě nastoupil i v dalším ligovém utkání proti pražské Dukle. V utkání se mu ale příliš nedařilo, v 56. minutě omylem tečoval míč do vlastní branky. Následující utkání (proti Baníku) vynechal, proti Liberci už byl opět v základní sestavě. Poté na dlouhou dobu vypadl ze hry, znovu hrál až 15. května proti Plzni, Spartě se ale utkání vůbec nezdařilo a prohrála 0:4.

#### Sezóna 2019/2020 – Hostování v FK Jablonec
Před startem sezony dostal Plechatý svolení připravovat se s Jabloncem, bylo dohodnuto roční hostování. Za Jablonec debutoval v 1. kole proti Bohemians Praha 1905, odehrál celé utkání. Byl na soupisce pro utkání 2. předkola Evropské ligy proti arménskému Pjuniku Jerevan, do hry se ale nedostal. V lize ale příležitosti dostával, neodehrál pouze čtyři utkání (včetně obou utkání se Spartou, kde nehrál kvůli dohodě klubů ve smlouvě o hostování). V utkání 17. kola, hraném 25. listopadu proti Slovácku si připsal svoji první ligovou asistenci, když přihrával na gól Martinu Doležalovi. Po vynucené pauze kvůli šíření pandemie covidu-19 dostal v utkání se Zlínem přímou červenou kartu za zmaření vyložené šance hostujícího Janetzkého.

#### Sezóna 2020/2021
Sezonu 2020/2021 odehrál Plechatý ve Spartě. Poprvé nastoupil do nastavení druhého poločasu prvního ligového utkání v Brně. Ve 3. kole, hraném proti Karviné, nastoupil v základní sestavě, trenér Václav Kotal mu našel místo na pravém kraji tříobráncového systému. Do utkání prvního kola Evropské ligy proti Lille OSC kvůli drobnému svalovému zranění nezasáhl, ve druhém kole proti AC Milán (prohra 3:0) nastoupil na závěrečných 10 minut, a ve třetím kole proti Celticu (výhra 4:1), dostal šanci v základní sestavě ve stoperské dvojici s Davidem Pavelkou. V lize až na domácí derby se Slavií nastupoval pravidelně v základní sestavě. V utkání 6. kola základních skupin EL s AC Milán obdržel v 77. minutě od rozhodčího Sieberta červenou kartu. V únoru se na Spartě změnil trenér, místo Václava Kotala, který měl v Plechatého důvěru, nastoupil Pavel Vrba, pod kterým Dominik Plechatý neodehrál ani minutu.

#### Sezóna 2021/2022 – Hostování v FK Mladá Boleslav / FC Slovan Liberec
V červnu 2021 se začal připravovat s Mladou Boleslaví, v červenci prodloužil smlouvu se Spartou do roku 2024 a zároveň se upsal Boleslavi na dvouleté hostování bez opce na přestup. Příležitost ale dostal pouze třikrát jako střídající hráč, odehrál 65 minut, Sparta se proto rozhodla jeho boleslavskou štaci po pouhých 2 měsících ukončit, a poslat ho na hostování do Slovanu Liberec.